# Sporten Klub Vladislav
Lo Sporten Klub Vladislav (in bulgaro Спортен клуб Владислав?) è stata una società calcistica bulgara della città di Varna.
Vinse per 3 campionati bulgari. Nel 1945 si fuse con l'SC Tica per dare vita al TV-45, attuale PFK Černo More Varna. Disputava le partite casalinghe allo stadio Kolodruma. 

## Storia
Il 3 aprile del 1916 fu fondato il club con il nome SC Napred (in italiano "Club sportivo Andare avanti"), in un paio d'anni il club cambierà nome in SC Granit ("Club sportivo Granito"). Tuttavia fino al 26 novembre del 1919 il club non poté registrarsi al Ministero degli interni per motivi burocratici, ragione per cui il club fu riconosciuto come una squadra satellite dell'SC Tica. Solo nella primavera del 1921, a seguito di una riunione generale dell'SC Tica, i due club si separarono e il Granit cambio nome in SC Vladislav il 1º maggio di quell'anno. 
Nel 1925 il Vladislav vinse il suo primo titolo nazionale a discapito del Levski Sofia, successo che si ripeté anche l'anno successivo, dopo una serie di problematiche riguardati la finale con lo Slavia Sofia. Per tornare al successo il Vladislav dovette poi aspettare il 1934, quando incontrò nuovamente lo Slavia Sofia, imponendosi per 2-0.
Il 18 febbraio 1945, a causa della ristrutturazione della pratica sportiva imposta dal governo, il Vladislav fu costretto a fondersi con il Tica per dar vita al TV-45 (attuale PFK Černo More Varna).

## Cronologia dei nomi
- SC Napred (1916-1917)
- SC Granit (1918-1920)
- SC Vladislav (1921-1945)

## Colori e simboli
I colori del Vladislav erano il bianco e il verde, mentre il simbolo della squadra era un quadrifoglio.

### Divise
Casa: Maglia a strisce verticali bianco-verdi, pantaloncini neri e calzettoni verdi.
Trasferta: Maglia bianca con colletto verde, pantaloncini bianchi e calzettoni verdi.

## Palmarès

### Competizioni nazionali
- Campionato bulgaro: 3

1925, 1926, 1934

### Altri piazzamenti
- Campionato bulgaro:

Secondo posto: 1928, 1930, 1937-1938, 1938-1939